# Ipomoea verticillata
Ipomoea verticillata là một loài thực vật có hoa trong họ Bìm bìm. Loài này được Forssk. mô tả khoa học đầu tiên năm 1775.